# Sam Barkas
Samuel Barkas-detto Sam- (South Shields, 29 dicembre 1909 – 10 dicembre 1989) è stato un calciatore inglese, di ruolo difensore.

## Carriera

### Club
Trascorse l'intera carriera in Inghilterra.

### Nazionale
Conta complessivamente 5 presenze con la Nazionale inglese.

## Palmarès

### Club

#### Competizioni nazionali
- Campionato inglese: 1

Manchester City: 1936-1937
- Coppa d'Inghilterra: 1

Manchester City: 1933-1934
- Community Shield: 1

Manchester City: 1937
- Second Division: 1

Manchester City: 1946-1947